# Cuphophyllus lacmus
Cuphophyllus lacmus (Heinrich Christian Friedrich Schumacher, 1803 ex Marcel Bon 1984) sin. Hygrocybe lacmus (Heinrich Christian Friedrich Schumacher, 1803 ex Peter Darbishire Orton & Roy Watling, 1969), din încrengătura Basidiomycota, în familia Hygrophoraceae și de genul Cuphophyllus, este o specie saprofită devenită rară de ciuperci comestibile. O denumire populară nu este cunoscută. În România, Basarabia și Bucovina de Nord trăiește în grupuri mici și risipite pe pajiști acide, neameliorate, unde îngrășămintele artificiale nu sunt răspândite, prin pășuni, dar, de asemenea, în poienile și pe marginile înierbate ale pădurilor. Apare de la câmpie la munte din septembrie până în noiembrie.

## Taxonomie

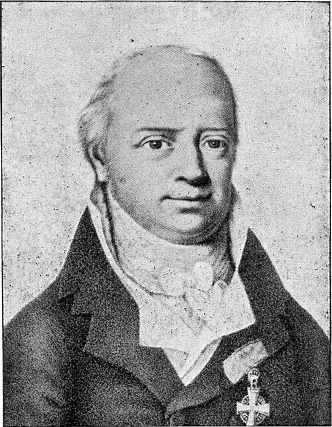
Heinrich Schumacher

Numele binomial Agaricus lacmus a fost determinat de savantul germano-danez Heinrich Christian Friedrich Schumacher în volumul 2 al marii sale opere Enumeratio Plantarum, in Partibus Sællandiae Septentrionalis et Orientalis Crescentium din 1803.
În 1873, micologul austro-ungar Karl Kalchbrenner a mutat specia la genul Hygrophorus în volumul 1 al tetralogiei sale Icones selectae Hymenomycetum Hungariae din 1873, un taxon recunoscut până ce, în 1969, micologii englezi Peter Darbishire Orton și Roy Watling au dovedit că specia aparține mai curând genului Hygrocybe, modificând genul sub păstrarea epitetului, de verificat în volumul 29 al jurnalului botanic Notes from the Royal Botanical Garden Edinburgh.

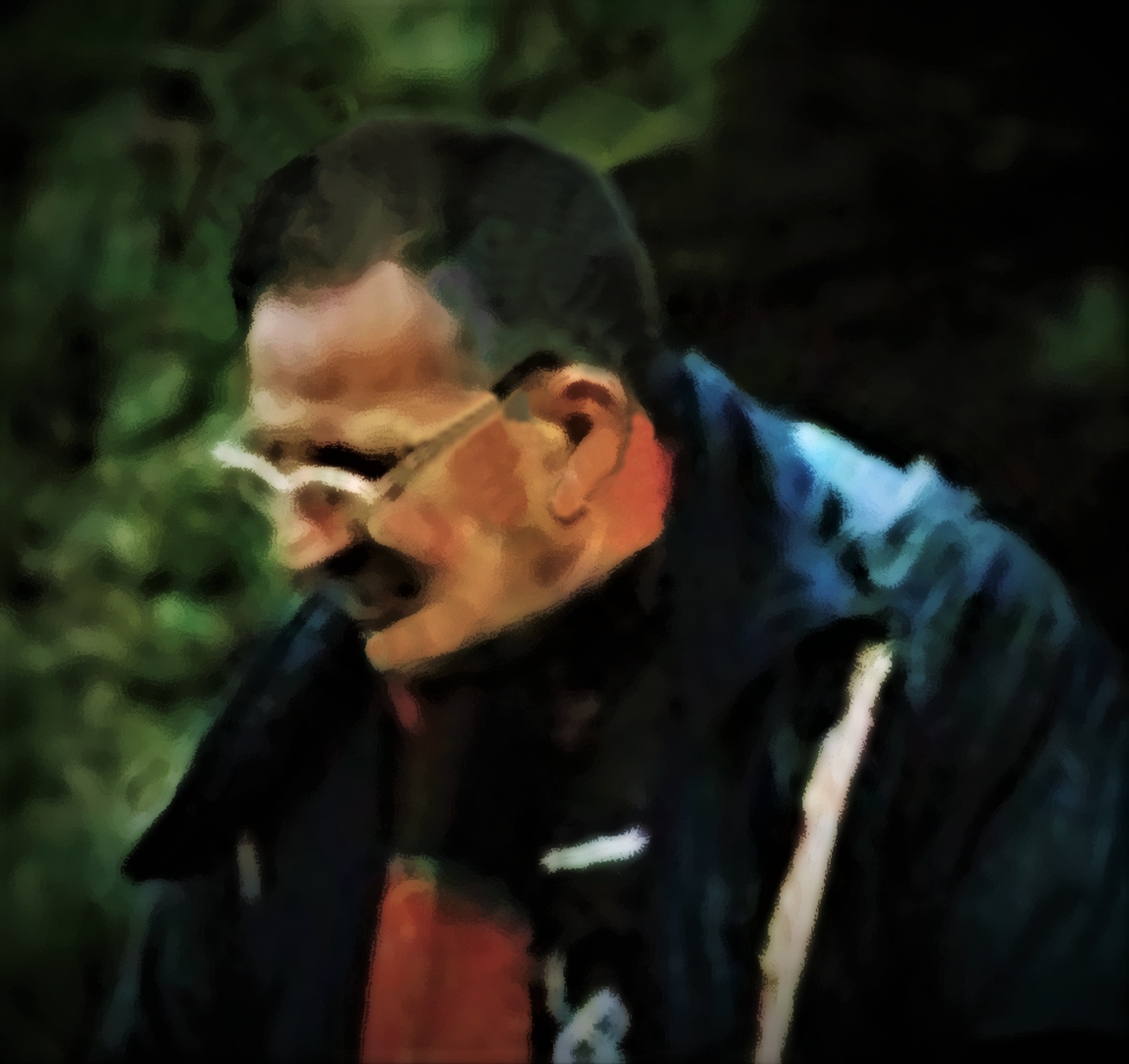
Marcel Bon

În sfârșit, în anul 1984, cunoscutul micolog francez Marcel Bon a creat genul nou Cuphophyllus, alăturând specia acestui gen, de citit în volumul 14 al jurnalului micologic Documents Mycologiques, fiind numele curent valabil (2023).
Cercetările moleculare recente, bazate pe analiza cladistică a secvențelor de ADN, au confirmat că Cuphophyllus lacmus este o specie distinctă, dar într-un grup (inclusiv Cuphophyllus subviolaceus) care necesită cercetări suplimentare.
Mai este de menționat că, în special în a doua jumătate al secolul al XX-lea, taxonul  Camarophyllus a fost foarte popular și mai poate fi găsit în nu puține publicații micologice. Dar Camarophyllus în sens strict este un sinonim al genului Hygrophorus, deoarece Agaricus camarophyllus (Alb. & Schwein., 1805) este o specie a genului Hygrophorus (Hygrophorus camarophyllus.
Epitetul specific se trage din limba neerlandeză. Este atestat încă din jurul anului 1500 și provine din olandeza mijlocie: le(e)cmoes, de la lekken („a picura”), moes [vorbit „mus”] probabil de la „terci, piure”. În olandeză, le(e)c este deja adaptat la lak (lac) în sensul culorii. Din secolul al XVI-lea, colorantul albastru a fost obținut pe o scară mai mare (în principal în Țările de Jos sub numele de Lakmoes) din diferite specii de licheni. Specia poartă numele datorită culorii cuticulei.

## Descriere

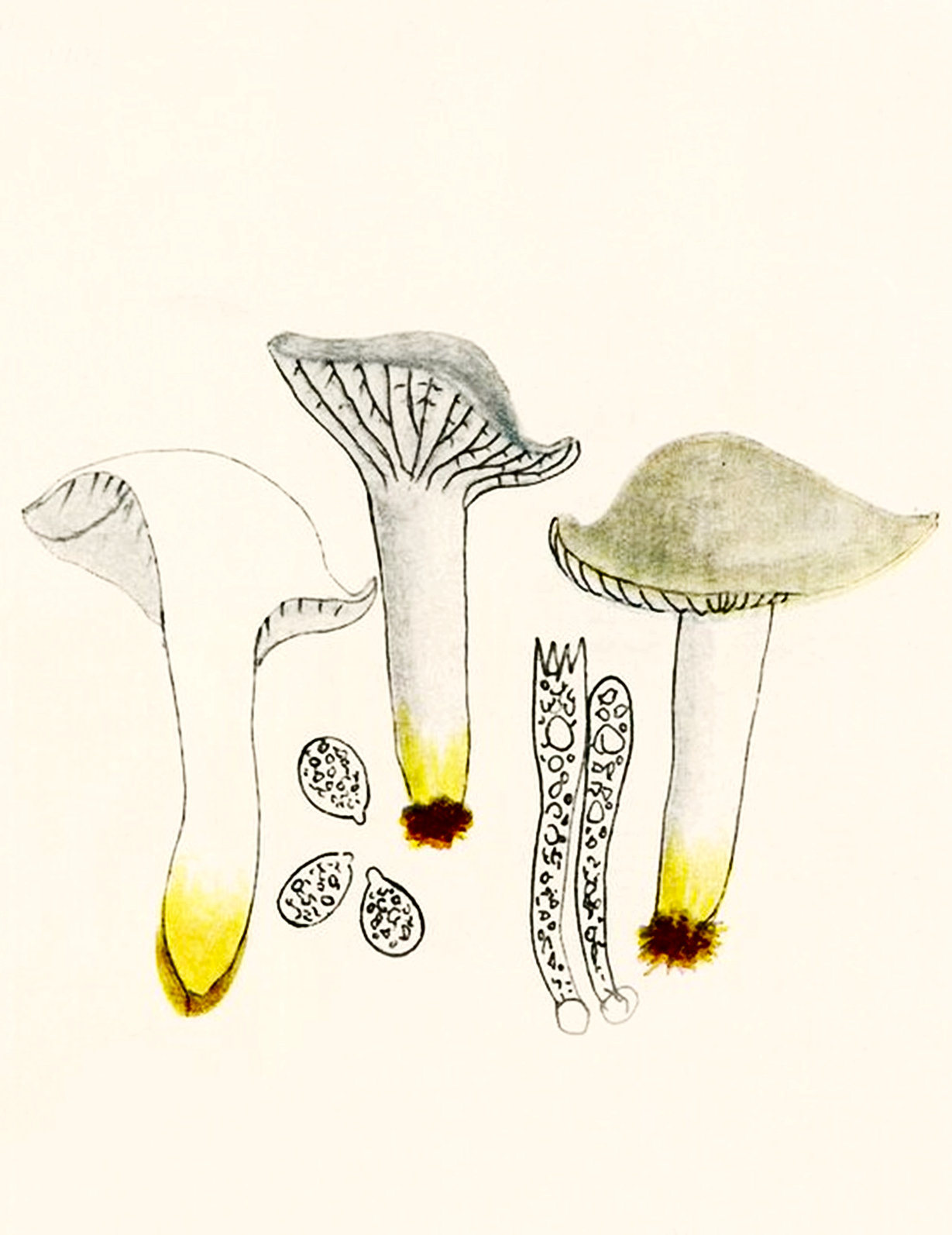
Bres.: Hygrophorus lacmus

- Pălăria: subțire și slab higrofană cu un diametru de 2-5 (6) cm, inițial obtuz conică până convexă, adesea cocoșată turtit cu marginea ascuțită, este ulterior deprimată, cu sau fără cocoașă, cu marginea răsucită puternic în sus. Cuticula netedă, de fapt uscată este la umezeală lucioasă și unsuroasă, cu avansarea în vârstă spre margine translucidă, astfel, conturile lamelelor devin vizibile, dând acolo cuticulei un aspect striat. Coloritul poate fi gri-violet până brun-violet și în centru mai deschis. Tinde să se decoloreze din cauza higrofanității, fiind atunci gri până albicios. Nu se schimbă după apăsare sau leziune.
- Lamelele: moi, îndepărtate, groase, inegale, și ceva bulboase, interconectate prin nervuri încrucișate spre bază, sunt în tinerețe scurt, apoi profund decurente la picior. Coloritul poate fi albicios, gri, mov, de culoarea somonului până la brun-violet. Muchiile sunt netede.
- Piciorul: destul de robust de 3-10 cm lungime și  0,4-1,2 cm grosime este uscat, neted, cilindric, uneori îndoit, în tinerețe plin, apoi împăiat. Coloritul este albicios cu o tentă galbenă în special spre bază, crem sau mov.  Nu prezintă un inel și nu se decolorează prin rupere sau leziune.
- Carnea: destul de subțire în pălărie, mai robustă și cărnoasă în picior, are un colorit albicios. Nu se decolorează după tăiere. Mirosul este imperceptibil și gustul blând, dar neremarcabil.[3][4]
- Caracteristici microscopice: are spori hialini (translucizi), neamilozi (nu se decolorează cu reactivi de iod), netezi, slab elipsoidali cu un apicol, având o mărime de 9-11 x 5,5-6,5 (7) microni. Pulberea lor este albă. Basidiile clavate cu 4 sterigme  (uneori doar cu două) fiecare măsoară 40-50 x 7-9 microni. Pileipellis este o cutis slab diferențiată de până la 40 µm grosime alcătuită din hife culcate cu elemente cilindrice de 3-14 (20) µm lățime, în centru uneori cu mici smocuri de hife erecte cu capăt liber și elemente terminale sub-clavate. Pigmentația violetă este parietală și intracelulară, puține hife arată eventual incrustații foarte slabe. Himenoforul tramei este iregular, format din hife împletite, adesea puțin ramificate, cu elemente cilindrice până la puternic umflate, glabre, cu o dimensiune de (14) 26-125 x 5-26 microni. În plus prezintă uneori hife vasculare refractive. Cistidele (celule de obicei izbitoare și sterile care pot apărea între basidii și himen, stratul fructifer) lipsesc. Stipitipellis este o cutis foarte subțire de până la 20 µm grosime, formată din hife netede și culcate de 2-6 µm lățime. Conexiuni cu cleme sunt frecvente la baza basidiilor precum în stratul sub-himenial, în rest lipsesc.[13][14]
- Reacții chimice: nu sunt cunoscute.

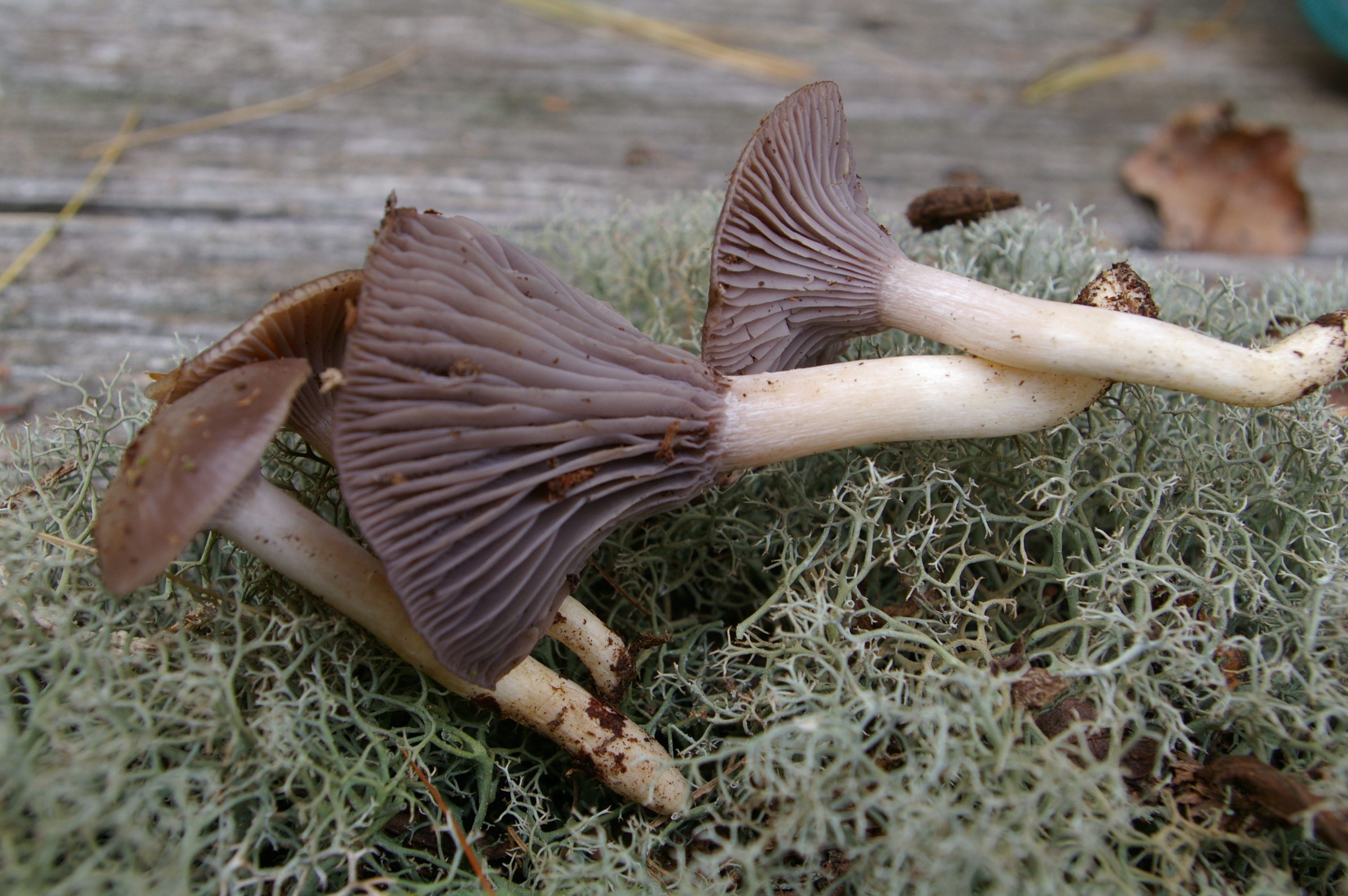
C. lacmus matur: lamele și picior
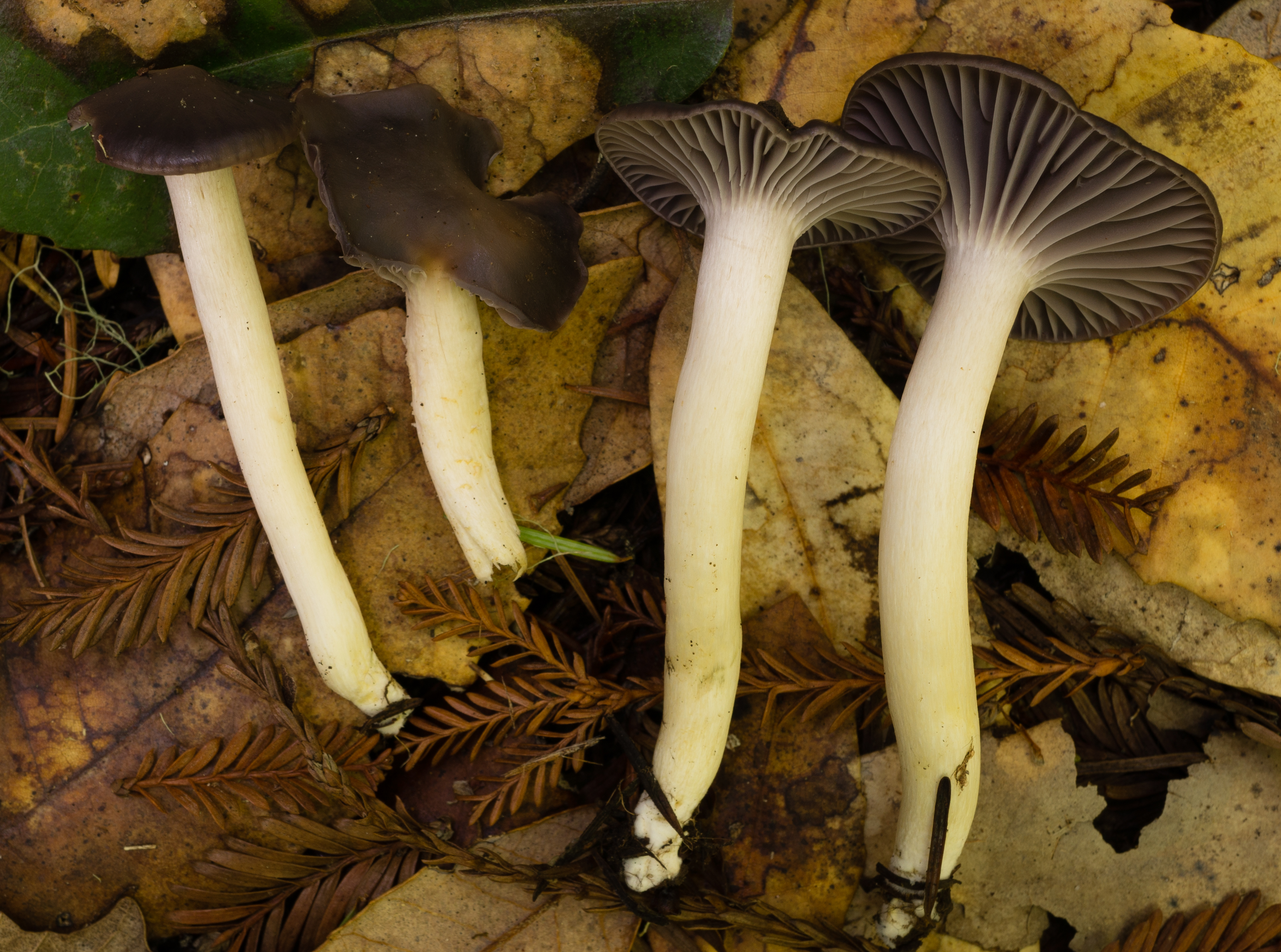
C. lacmus mai tineri
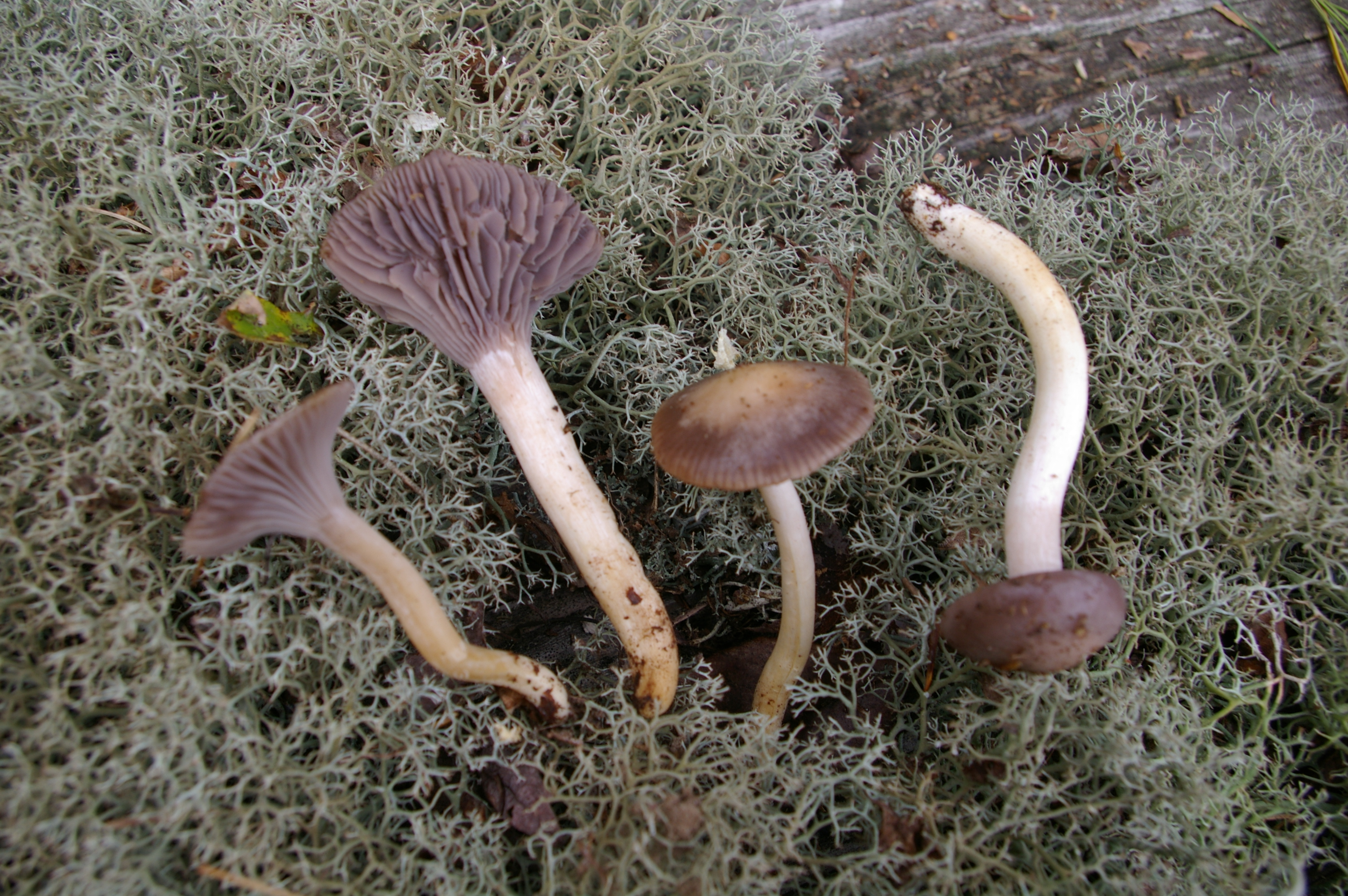
C. lacmus, diverse aspecte

## Confuzii
Specia poate fi confundată cu Cuphophyllus colemannianus (comestibil), Cuphophyllus flavipes (comestibil) + imagini Arhivat în 29 septembrie 2023, la Wayback Machine., Cuphophyllus fornicatus sin. Hygrocybe fornicata (fără valoare alimentară), Entoloma turbidum (necomestibil) Hygrocybe cinerea (comestibil) + imagini[nefuncțională – arhivă]
, Inocybe fibrosa, Inocybe geophylla var. lilacina (otrăvitoare), Laccaria amethystina (comestibilă), Laccaria laccata, Laccaria bicolor (comestibilă) sau Mycena pura ((condiționat comestibilă, ușor otrăvitoare, margine canelată, miros de ridiche).

## Specii asemănătoare în imagini

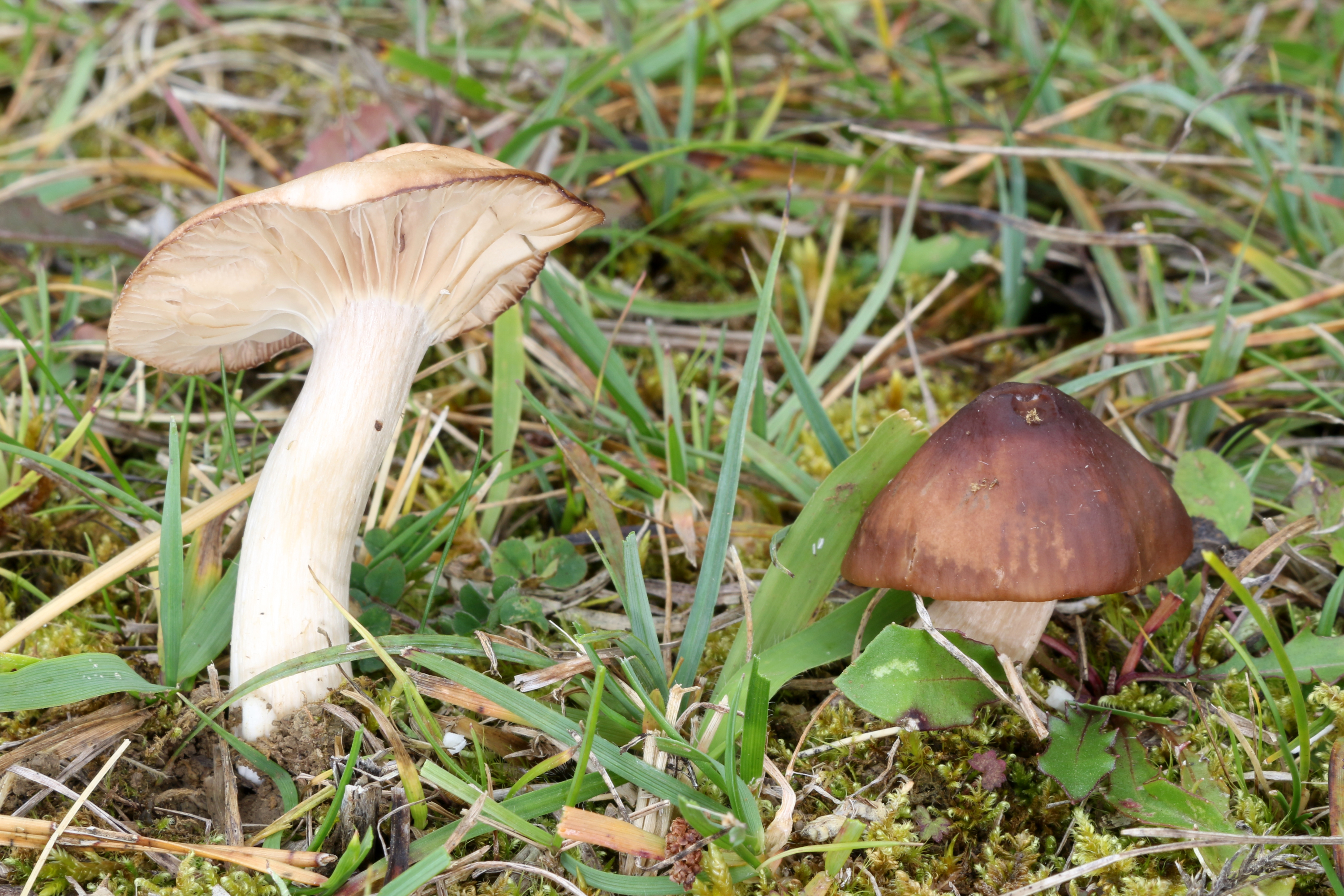
Cuphophyllus colemannianus
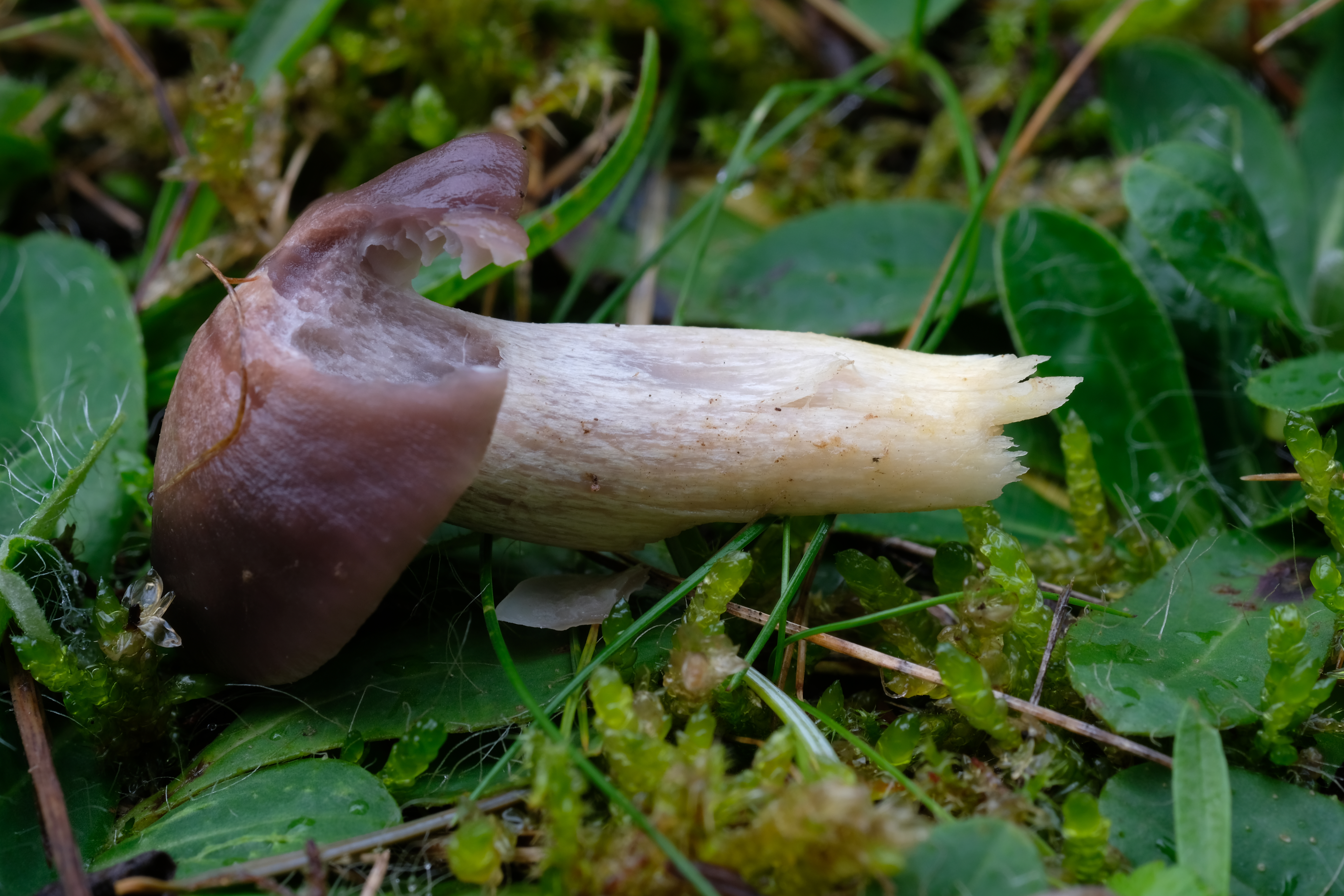
Cuphophyllus flavipes
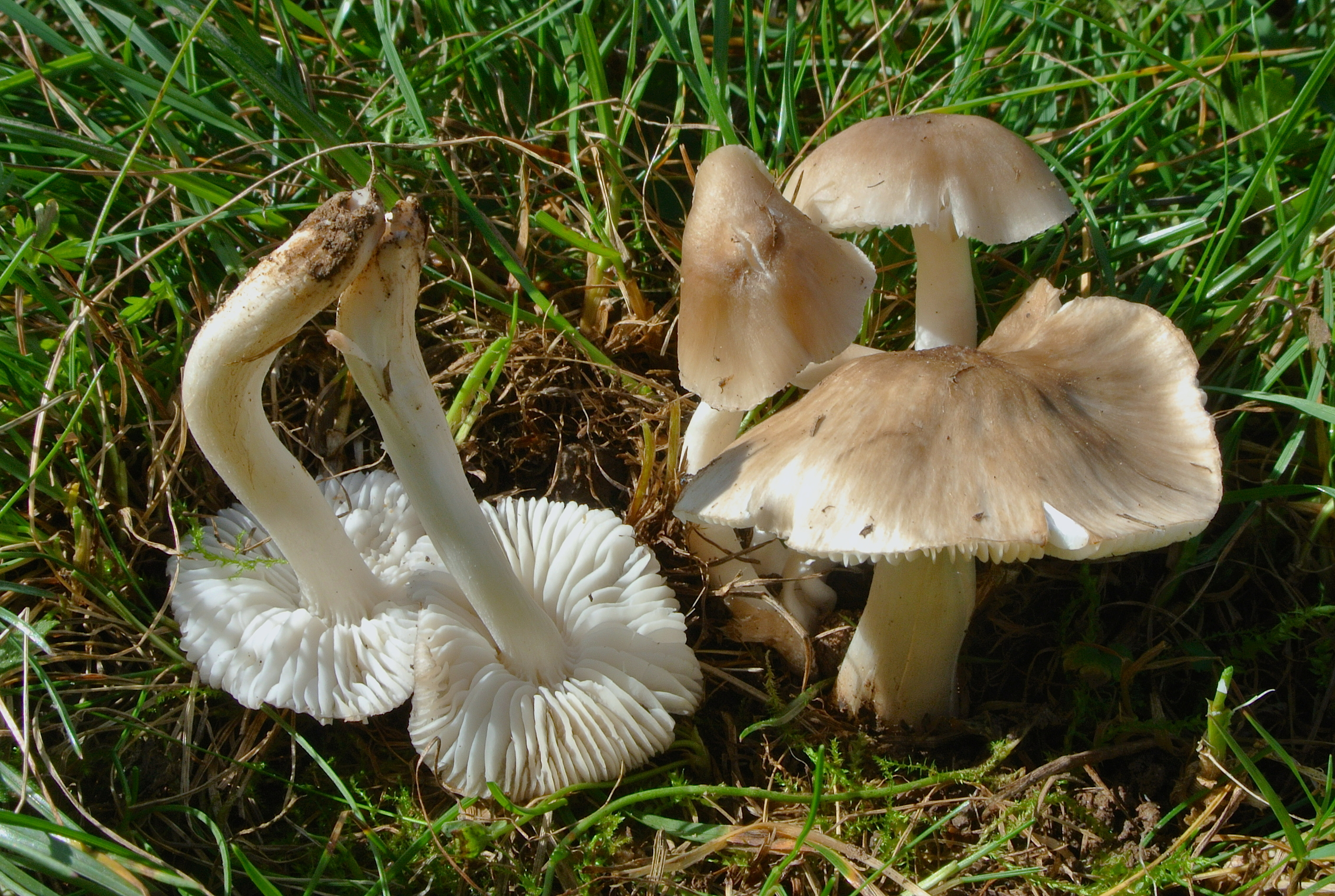
Cuphophyllus fornicatus
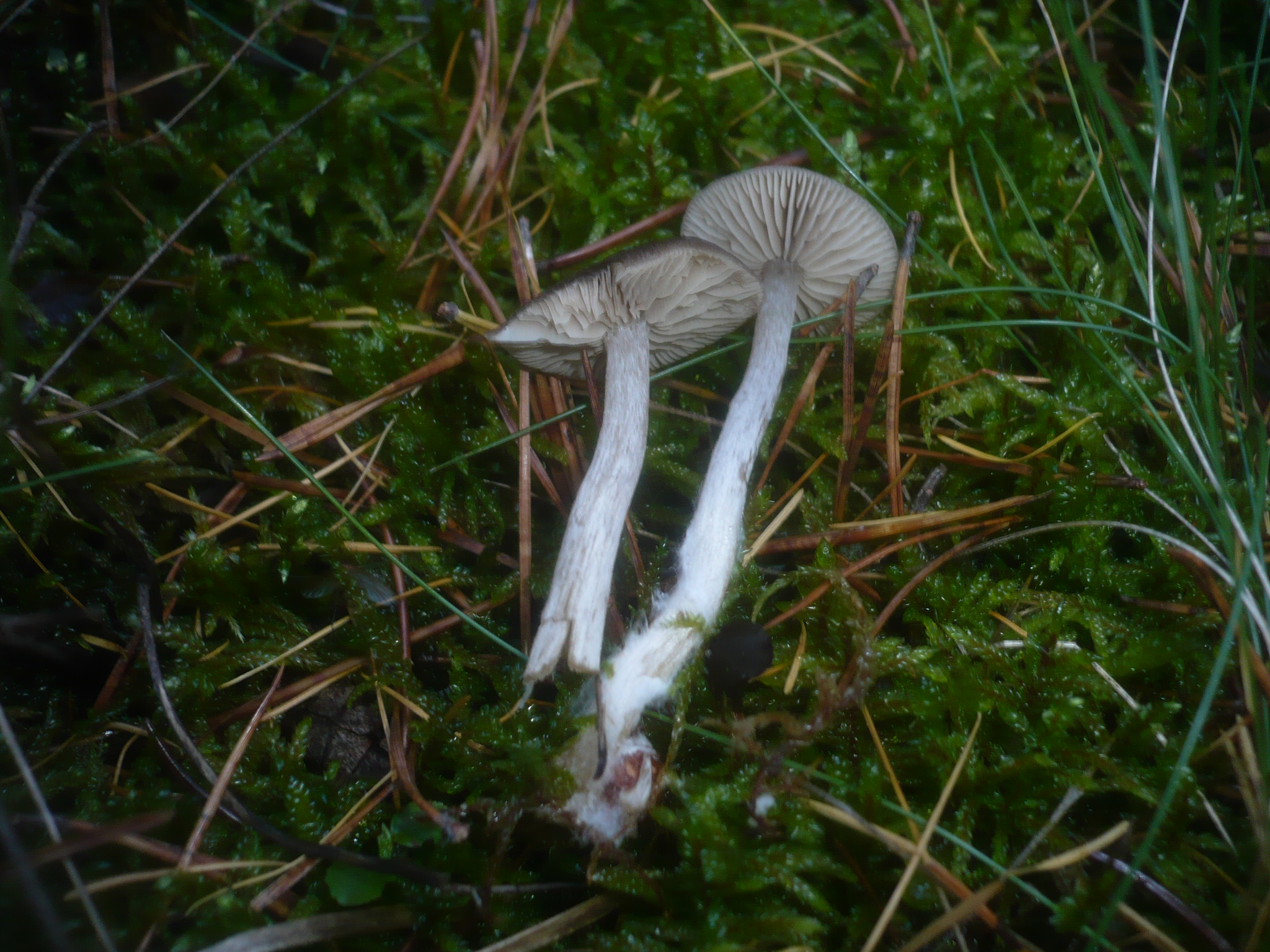
!Entoloma turbidum!
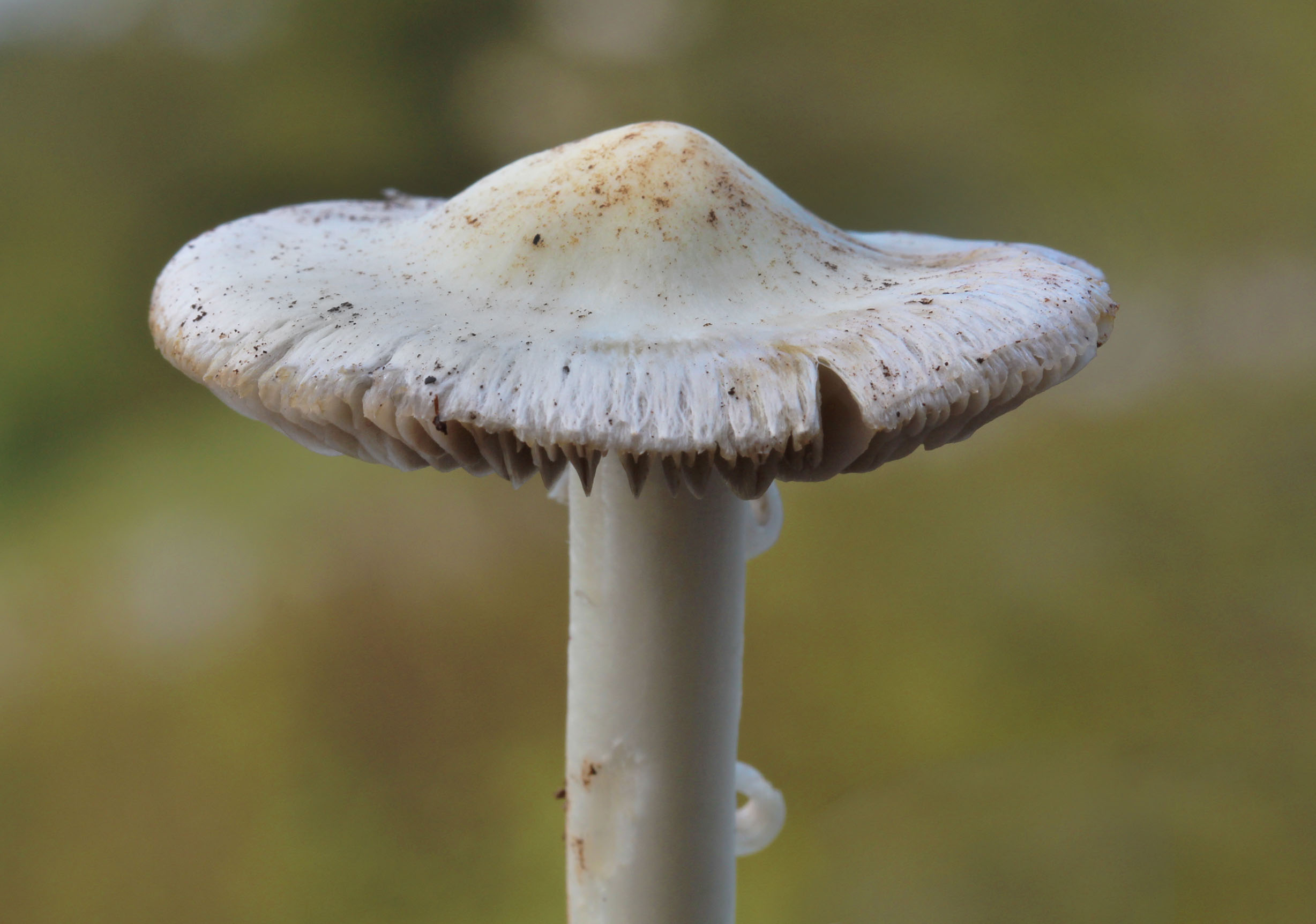
!!!Inocybe fibrosa!!!

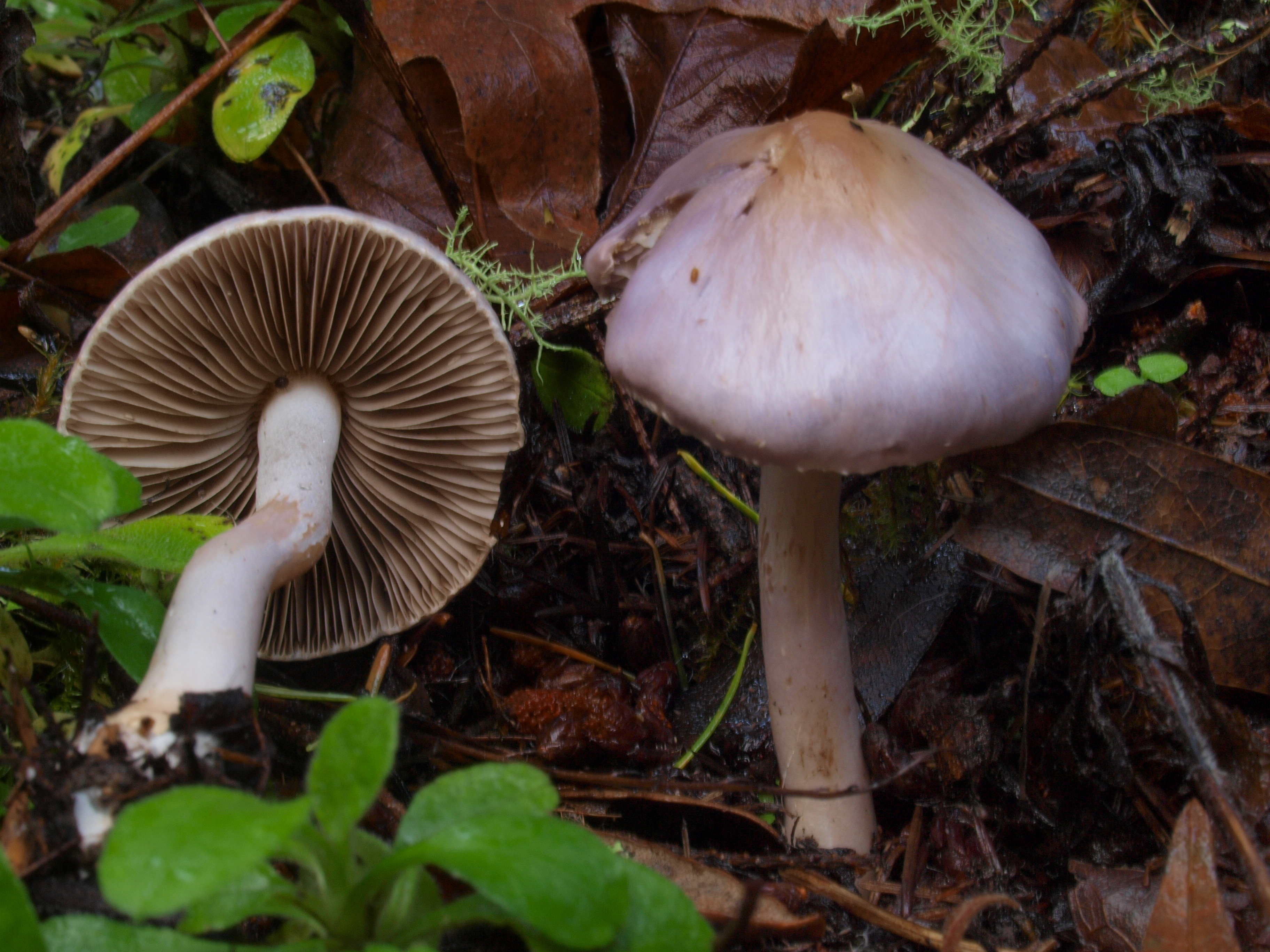
!! Inocybe geophylla var. lilacina!!
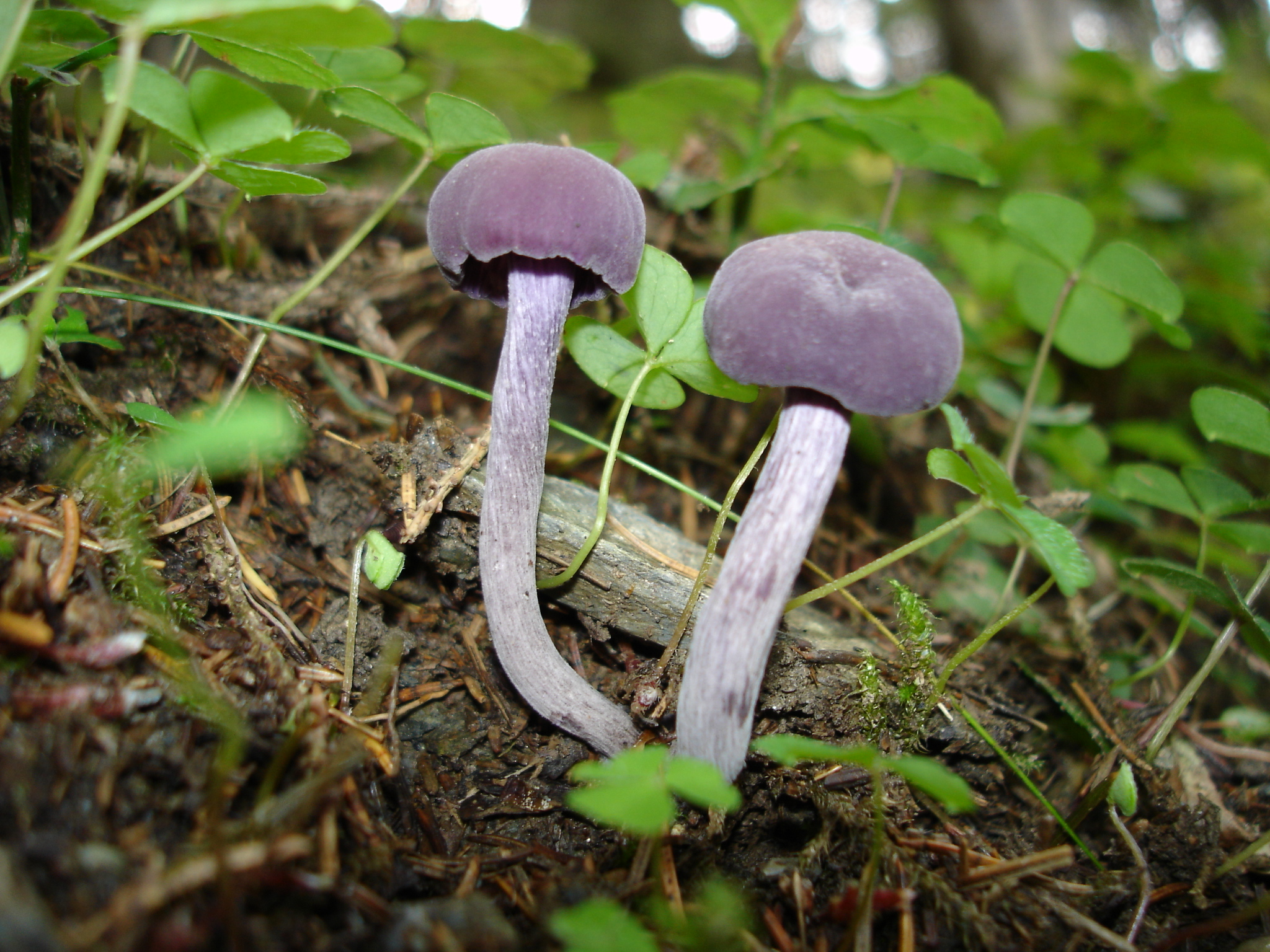
Laccaria amethystina
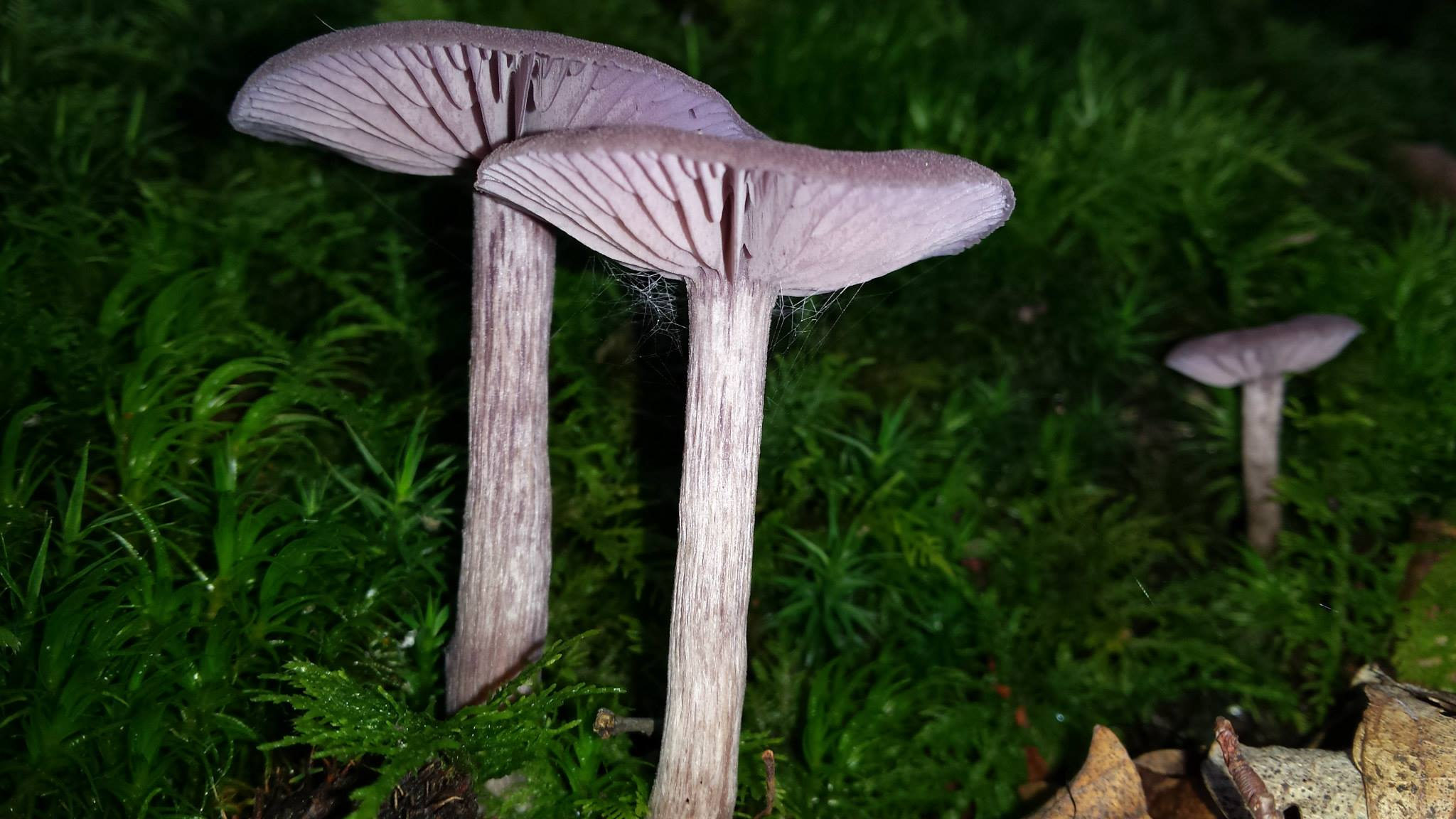
Laccaria laccata
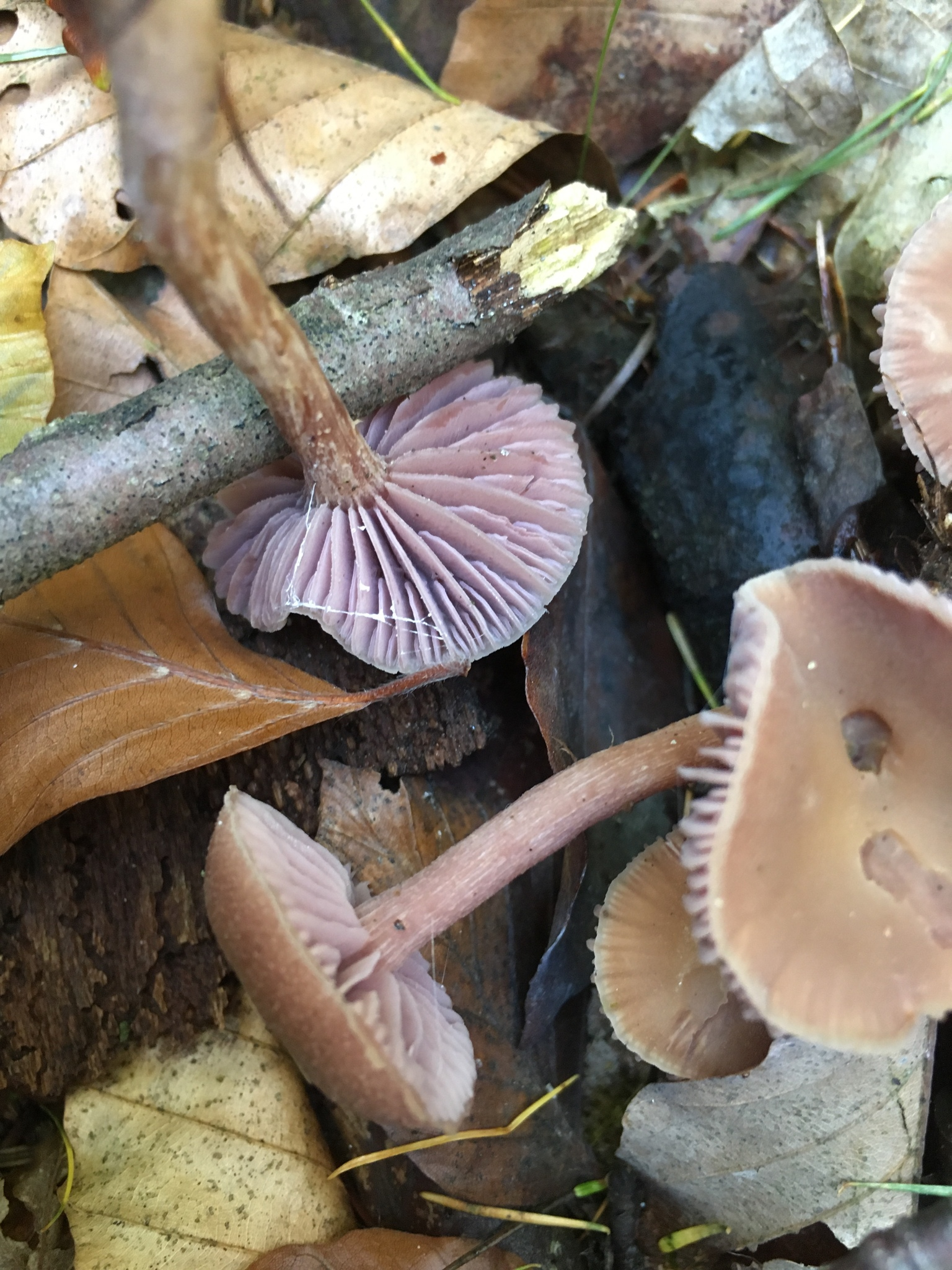
Laccaria bicolor
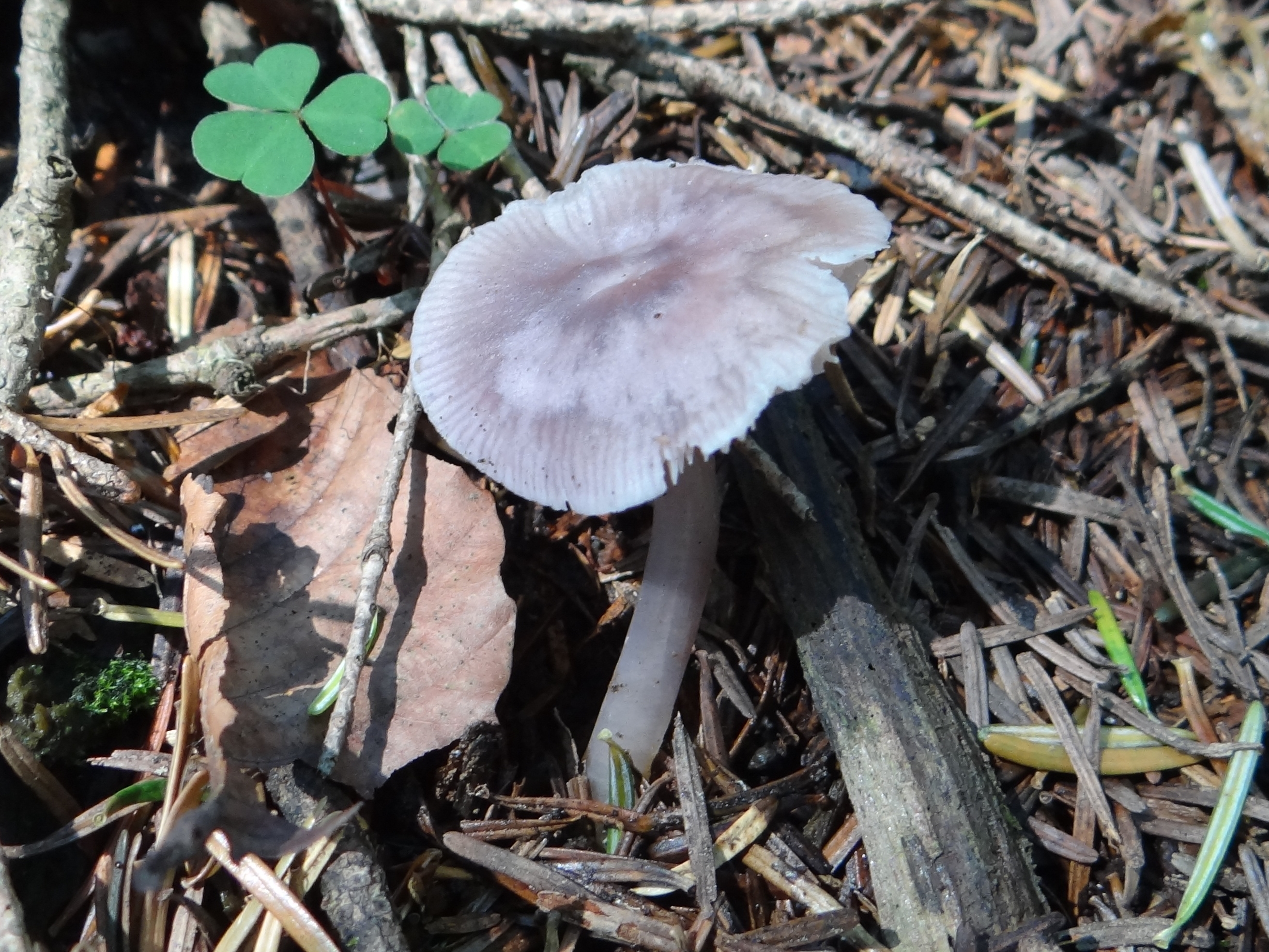
Mycena pura

## Valorificare
Cuphophyllus lacmus pare să fie destul de gustos, astfel poate fi vândut în Elvetia la piață: Camarophyllus lacmus [=Cuphophyllus lacmus]  este aprobat ca ciupercă de piață prin Ordonanța privind ciupercile comestibile (Ordonanța ciupercilor, VSp) din 26 iunie 1995 în coloana B.2 pentru vânzare directă la tarabă în piața săptămânală.
Dar specia este amenințată de fragmentarea, degradarea și pierderea pajiștilor seminaturale din Europa. Principalele presiuni/amenințări legate de agricultură la adresa habitatelor pășunilor europene sunt abandonarea sistemelor tradiționale de management, lipsa pășunatului și a cositului, fertilizarea, modificarea practicilor de cultivare și intensificarea agriculturii. Astfel, din 2019, specia este clasificată drept vulnerabilă în Lista roșie a IUCN. De aceea ar trebui fi cruțată și lăsată la loc.